# Dromaeosauroides bornholmensis
Dromaeosauroides bornholmensis — вид ящеротазових динозаврів родини Дромеозавриди (Dromaeosauridae), що існував на початку крейдового періоду (140 млн років тому) на території сучасної Європи. Перший динозавр, чиї рештки виявлені у Данії.

## Назва
Родова назва Dromaeosauroides є зменшувальною формою назви іншого динозавра — Dromaeosaurus. Вона вказує на схожість та менші розміри Dromaeosauroides до Dromaeosaurus. Видова назва D. bornholmensis дана за типовим місцезнаходженням виду — острові Борнгольм.

## Скам'янілості

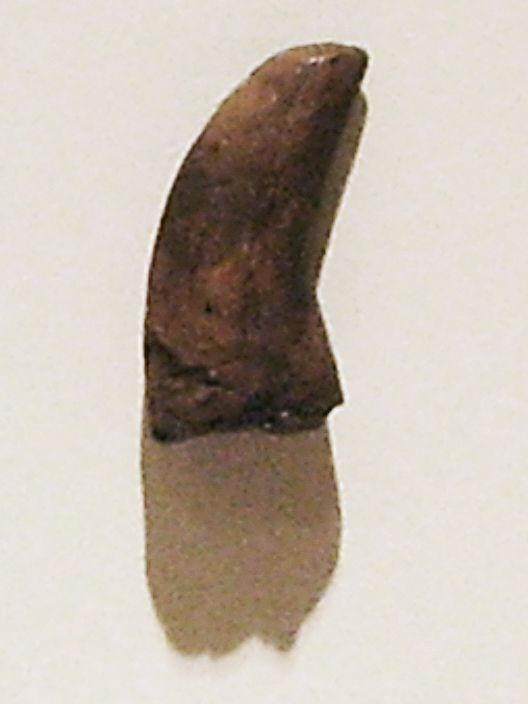
Голотип виду

Скам'янілі рештки динозавра знайдені у 2000 році у відкладеннях формації Юдегорд на данському острові Борнгольм у Балтійському морі. Описаний по єдиному зубу у 2003 році данськими палеонтологами Пером Христіансеном та Нільсом Бонде. У 2008 році на цьому ж місці знайдено другий зуб Dromaeosauroides. Обидва зуба зберігаються Музеї природознавства Данії у Копенгагені.